# Teenage Cave Man
Teenage Cave Man este un film SF american din 1958 regizat de Roger Corman. În rolurile principale joacă actorii Robert Vaughn, Leslie E. Bradley, Frank de Kova. A fost filmat ca Prehistoric World, dar distribuitorul American International Pictures l-a redenumit Teenage Cave Man (cuvântul "teenage" în titlu era un trend comun în cinematografie la sfârșitul anilor 1950, existând și alte filme ce conțineau acest cuvânt, cum ar fi I Was a Teenage Frankenstein sau I Was a Teenage Werewolf).

## Actori
| Actor               | Personaj                                                          |                     |
| ------------------- | ----------------------------------------------------------------- | ------------------- |
| Robert Vaughn       | The Symbol Maker's teenage son                                    |                     |
| Sarah Marshall      | The Blond Maiden                                                  | ca Darah Marshall   |
| Leslie Bradley      | The Symbol Maker                                                  |                     |
| Frank DeKova        | The Black-Bearded One                                             |                     |
| Charles P. Thompson | Member of the tribe                                               | ca Charles Thompson |
| June Jocelyn        | The Symbol Maker's wife                                           |                     |
| Jonathan Haze       | The curly-haired boy                                              |                     |
| Beach Dickerson     | Fair-haired boy / Man from Burning Plains / Tom-tom player / Bear |                     |
| Ed Nelson           | Blond tribe member                                                |                     |